# Hornostajewicze
Hornostajewicze (biał. Гарнаста́евічы; ros. Горностаевичи; hist. również Gornostajewicze) – wieś na Białorusi, w rejonie świsłockim obwodu grodzieńskiego, około 21 km na wschód od Świsłoczy, nad rzeką Rosią.

## Historia
W pierwszej połowie XVII wieku dobra te należały do rodziny Lackich. Około 1640 roku Izabella Lacka (1625–1696), córka kasztelana mińskiego Jana Alfonsa Lackiego (~1580–1646) wniosła majątek w posagu Teofilowi Tryźnie (~1610–1645), wojewodzie brześciańskiemu. Losy własności tych dóbr przez kolejny wiek są nieznane, w połowie XVIII wieku należały do rodziny Buttowt-Andrzejkowiczów. Pierwszym znanym właścicielem Hornostajewicz z tej rodziny był Jarosław (1815–~1920), po którym odziedziczyła je jego córka Maria Magdalena (1852–1933). Nie wyszedłszy za mąż zapisała majątek swemu krewnemu Henrykowi Buttowt-Andrzejkowiczowi (1882–1941), żonatemu z Heleną ze Stefanowiczów (1887–1960). Byli oni ostatnimi właścicielami majątku przed 1939 rokiem. Henryk był w 1939 roku aresztowany i zmarł w Mińsku.
Po III rozbiorze Polski w 1795 roku Hornostajewicze, wcześniej wchodzące w skład powiatu wołkowyskiego województwa nowogródzkiego Rzeczypospolitej znalazły się na terenie guberni słonimskiej (1796), litewskiej (1797–1801), a później grodzieńskiej (1801–1915) Imperium Rosyjskiego. W drugiej połowie XIX wieku były siedzibą gminy. Po ustabilizowaniu się granicy polsko-radzieckiej w 1921 roku Hornostajewicze wróciły do Polski, należały do gminy Porozów powiatu wołkowyskiego województwa białostockiego. Od 1945 roku – w ZSRR, od 1991 roku – na terenie Republiki Białorusi.
W 1900 roku w Hornostajewiczach mieszkało 228 osób. Funkcjonowała tu szkoła. W 2009 roku mieszkało tu 216 osób.
Na skwerze w centrum wsi stoi pomnik (odsłonięty w 1967 roku) ku czci 26 partyzantów i żołnierzy radzieckich, którzy zginęli w czasie wielkiej wojny ojczyźnianej.

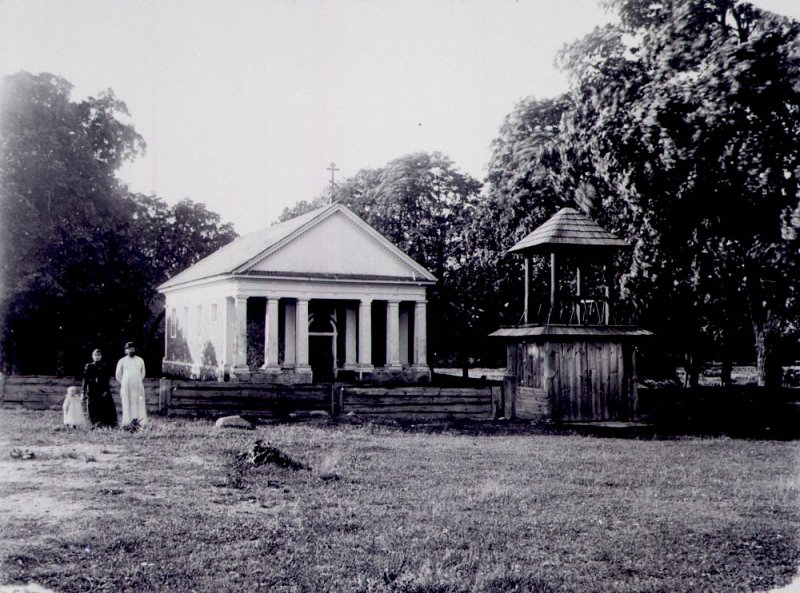
Cerkiew na początku XX wieku

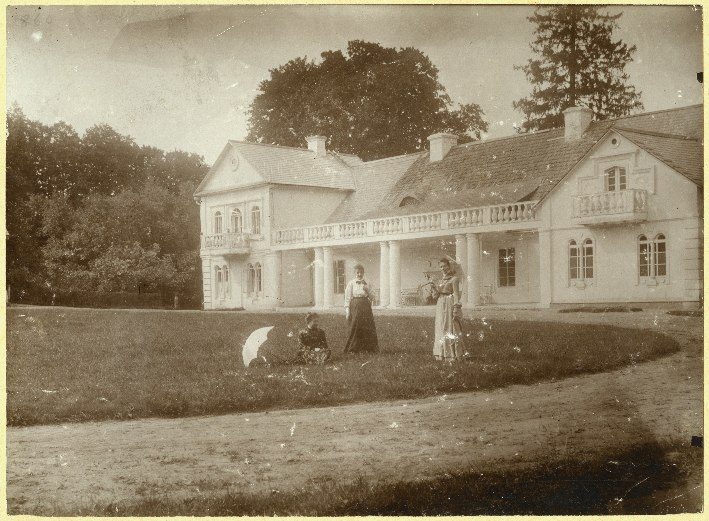
Dwór na początku XX wieku

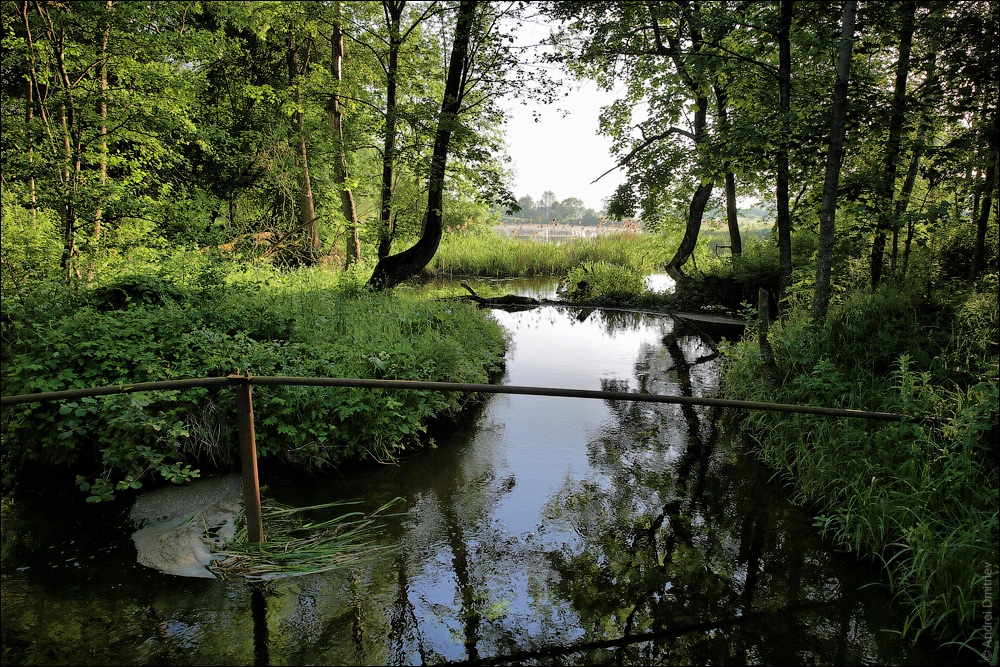
Rzeka Roś przepływająca przez park w Hornostajewiczach (2014)

## Cerkiew
W 1801 roku wzniesiono tu murowano-ceglaną cerkiew unicką (możliwe, że był to kościół katolicki) w stylu klasycystycznym. Jest to prostokątny budynek z zakrystiami po obu stronach części ołtarzowej. Jest przykryty dwuspadowym dachem tworzącym nad wejściem trójkątny fronton. Przednią fasadę stanowił sześciokolumnowy portyk w porządku doryckim z pilastrami i tryglifowymi belkowaniami (obecnie zamiast kolumn portyk podtrzymują kwadratowe filary). We wnętrzu nad wejściem jest chór.
Cerkiew w Hornostajewiczach jest zabytkiem architektury klasycystycznej. Obecnie należy do prawosławnych (jako świątynia parafialna).

## Dwór
Tutejszy dwór pochodził prawdopodobnie z 2. połowy XVIII wieku. Został gruntownie przebudowany około połowy XIX wieku – dodano wtedy dwa krótkie skrzydła mające niektóre cechy neogotyku. 
Dwór był budynkiem parterowym, oba skrzydła boczne zaznaczone były jako ryzality, ryzalit lewy był – po rozbudowie – dwukondygnacyjny. Środkowa część dworu, pomiędzy ryzalitami, była zdobiona galerią o trzech parach kolumn, zwieńczoną drewnianą attyką balustradową. Jako przedłużenie linii attyki w obu ryzalitach występowały balkony z podobnymi balustradami. Fasady zdobiły również ryzality przy obramieniach okien, lizeny i narożne boniowania. W XIX wieku dobudowano skrzydło wschodnie, z pomieszczeniami gospodarczymi: kuchnią, kredensem, oraz obszerną, zajmującą całą szerokość domu oranżerią, w której hodowano rośliny egzotyczne, w tym kamelie oraz normalnie owocujące drzewa cytrynowe (latem wynoszono je na gazon przed dom). Od strony ogrodowej do domu przylegał niski taras.
Wnętrze miało nieregularny, będący konsekwencją wielu przeróbek, układ dwutraktowy. Środek domu zajmowały dwa duże, kwadratowe salony i największy, podłużny pokój jadalny.
Niemal całe wyposażenie wnętrz zostało utracone w czasie I wojny światowej. Do dziś częściowo zachowały się resztki – między innymi parkiety, piece kaflowe i profilowane belki stropu. W latach 80. XX wieku budynek został przebudowany tak, że nie przypomina wcześniejszego.
Zachowały się również niektóre zabudowania gospodarcze z XIX wieku oraz nieduży park nad rzeką Roś, ze stawem i sadem. 
Majątek Hornostajewicze jest opisany w 2. tomie Dziejów rezydencji na dawnych kresach Rzeczypospolitej Romana Aftanazego.